# Sans adieu
Pour plus de détails, voir Fiche technique et Distribution.
Sans adieu est un documentaire français réalisé par Christophe Agou et sorti en 2017.

## Synopsis
La résistance de Claudette, 75 ans, et de ses voisins pour la plupart éleveurs de bovins, dans le Forez, face aux effets dévastateurs de la société de consommation.

## Fiche technique
- Titre : Sans adieu
- Réalisation : Christophe Agou[1]
- Photographie : Christophe Agou
- Son : Christophe Agou et Côme Jalibert
- Montage : Virginie Danglades
- Musique : Stuart Staples
- Société de production : Les Enragés (Aurélie Bordier et Pierre Vinour)
- Tournage : de 2002 à 2015[2]
- Pays de production :  France
- Durée : 99 minutes
- Date de sortie : France - 25 octobre 2017

## Sélections
- 2017 : Festival de Cannes (programmation ACID)[3]
- 2017 : Festival de cinéma de Douarnenez Gouel Ar Filmou

### Presse
- Jacques Mandelbaum, Le Monde, 19 mai 2017 - « Cannes 2017 : Sans adieu, la chronique truculente d'une fin de carrière paysanne ».
- Samuel Douhaire, Télérama, 19 mai 2017 - « Cannes 2017 : avec Sans adieu, Christophe Agou fait l'éloge poignant d'un monde paysan qui s'éteint ».
- Luc Chessel, « Sans adieu, hameau de la fin », Libération n° 11195 - supplément Cannes, Paris, 22 mai 2017, p.V,  (ISSN 0335-1793)
- Louis Séguin, « Balade en Forez », Cahiers du cinéma, no 737, octobre 2017, p. 42-43
- Alain Masson, « Sans adieu », Positif no 681, Institut Lumière-Actes Sud, Paris, novembre 2017, p. 65,  (ISSN 0048-4911)